# Felipe Mattioni
Felipe Mattioni Rohde, né le 15 octobre 1988 à Ijuí (Brésil), est un footballeur brésilien qui évolue au poste de défenseur.
Il peut jouer au poste de défenseur central mais son poste de prédilection est comme latéral droit, considéré comme le futur Cafu et futur grand espoir de la sélection brésilienne. Il se définit lui-même comme « un joueur plus offensif que défensif ».
En août 2009, il est prêté au club de Majorque pour une saison, avec une option d'achat de 2 millions d'euros.
Le 30 octobre 2015, il rejoint Everton. Le 31 octobre, il est prêté à Doncaster Rovers
Le 5 janvier 2019, retourne au Brésil, dans le club de Coritiba FC (Curitiba,Parana), en Série B.